# Heckenbach
Heckenbach é um município da Alemanha localizada no distrito de Ahrweiler, na associação municipal de Verbandsgemeinde Altenahr, no estado da Renânia-Palatinado.

## População da Cidade
| - 1939 – 82 - 1950 – 53 - 1961 – 263 - 1965 – 266 - 1970 – 266 | - 1975 – 220 - 1980 – 227 - 1985 – 234 - 1987 – 225 - 1990 – 234 | - 1995 – 253 - 2000 – 248 - 2005 – 258 |